# Gérald Cid
Gérald Cid (Talence, Francia, 17 de febrero de 1983) es un futbolista francés. Jugó de defensa y se retiró el 2010 en el OGC Nice de Francia.

## Clubes
| Club                 | País       | Año       |
| -------------------- | ---------- | --------- |
| Girondins de Burdeos | Francia    | 2003-2005 |
| FC Istres            | Francia    | 2005-2006 |
| Girondins de Burdeos | Francia    | 2006-2007 |
| Bolton Wanderers     | Inglaterra | 2007-2008 |
| OGC Nice             | Francia    | 2008-2010 |

## Palmarés

### Campeonatos nacionales
| Título                     | Club                 | País    | Año  |
| -------------------------- | -------------------- | ------- | ---- |
| Copa de la Liga de Francia | Girondins de Burdeos | Francia | 2007 |

- Datos: Q1388079